# Here Comes Santa Claus
Here Comes Santa Claus (Right Down Santa Claus Lane) é uma canção de Natal escrita por Gene Autry e Haldeman Oakley.
Autry teve a ideia para a música depois de andar a cavalo em 1946 no Santa Claus Lane Parade em Los Angeles, durante a qual uma multidão de espectadores gritavam "Lá vem o Papai Noel". Isso o inspirou a escrever uma canção com a música de Haldeman. Uma gravação demo foi feita pelo cantor e guitarrista Johnny Bond, cuja gravação fez uso de cubos de gelo para imitar o som do tilintar sinos do trenó. Isso inspirou o uso de sinos  reais de trenó na gravação Autry fez posteriormente.
Autry gravou a canção primeiramente em 1947, lançada como um single pela Columbia Records, ela se tornou um hit na quinta e nona posição nas paradas de sucesso. Ele regravou-o novamente para a Columbia em 1953 e mais uma vez para o sua própria gravadora Challenge Records, em 1957.
Elvis Presley gravou outra versão popular da canção para "Elvis Christmas Album" , em 1957. Outros artistas a gravar a canção incluem Doris Day (1949), Bing Crosby e The Andrews Sisters (1950), a Ray Conniff Singers (1959), Bob B. Soxx & the Blue Jeans (1963), Willie Nelson (1979), A Wiggles (1997), de Billy Idol (2006), Ludacris (2007), Bob Dylan (2009) e Mariah Carey (2010).